# Hans Gebhardt
Pour les articles homonymes, voir Gebhardt.
Hans Gebhardt, né en 1950 à Ulm (Bade-Wurtemberg), est un géographe allemand, qui a été professeur à Tübingen entre 1990 et 1996, puis à Heidelberg après des études de géographie, de géologie, d'allemand et de pédagogie.
Il a abordé des thématiques variées: géographie politique, urbaine, des services (commerce de détail) sur des terrains également variés (Proche-Orient, spécialement le Yémen et Asie du Sud-Est). Il s'est intéressé aussi aux relations entre l’environnement et la société. Il a été coauteur d'un ouvrage qui fait autorité parmi les géographes allemands: Geographie (2006) .

## Quelques œuvres
Hans Gebhardt publie de nombreux ouvrages:  

### Livres
- 2001 - Humangeographie, Heidelberg, 682 p. (coéditeur avec P. Meusburger et D. Wastl-Walter: Knox, P. Marston):
- 2001 - Lexikon der Geographie in 4 Bänden, Heidelberg, (coéditeur avec J. Brunotte, M. Meurer, P. Meusburger et J. Nipper);
- 2003 - Kulturgeographie. Aktuelle Ansätze und Entwicklungen, Heidelberg, (coéditeur avec P. Reuber et G. Wolkersdorfer);
- 2003  - Interdisziplinäre Genderforschung in Kulturwissenschaft und Geographie, Heidelberg, (coéditeur avec B.J. Warneken); Heidelberger Geographische Arbeiten 117

- 2004 - Weltbilder, Heidelberg, (coéditeur avec H. Kiesel); Heidelberger Jahrbuch
- 2005 - History, Space and Social Conflict in Beirut. The Quarter of Zokak el-Blat, Beirut, (coéditeur avec D. Sack); Orient-Institut der DMG Beirut
- 2006 - Geographie. Physische Geographie und Humangeographie, Heidelberg, (coéditeur avec R. Glaser, U. Radtke et P. Reuber)
- 2007 - Geographie Deutschlands, Darmstadt, (coéditeur avec R. Glaser et W. Schenk)
- 2008 - Humangeographie, Heidelberg, (coéditeur avec P. Meusburger et D. Wastl-Walter: P. Knox/ S. Marston)
- 2008 - Geographie Baden-Württembergs, Stuttgart
- 2008 - Urban Governance im Libanon. Studien zu Akteuren und Konflikten in der städtischen Entwicklung nach dem Bürgerkrieg, Heidelberg; Heidelberger Geographische Studien, Bd. 126
- 2011 - Geographie. Physische Geographie und Humangeographie. 2. édition, Heidelberg, (coéditeur avec R. Glaser, U. Radtke et P. Reuber)
- 2012 -  Europa. Eine Geographie, Heidelberg, (coéditeur avec R. Glaser et S. Lentz)

### Articles
Il publia de nombreux articles dans des revues variées:  
- Das Jahrzehnt der Bürgerinitiativen. Partizipative Bewegungen der siebziger und achtziger Jahre als Thema der politischen Geographie, in: Reuber, P./Wolkersdorfer, G. (Hrsg.): Politische Geographie. Handlungsorientierte Ansätze und Critical Geopolitics, Heidelberg (Heidelberger Geographische Arbeiten 110), 2001, S. 147-176
- Deutschland – geographische Erzählungen, in: HGG-Journal 16, 2001, S. 1-22.
- Stichworte: Industriestandorttheorien, Rentenkapitalismus, Völkerkunde, Zivilgesellschaft und andere, in: Lexikon der Geographie in vier Bänden, Heidelberg, 2001
- Neue Lebens- und Konsumstile, Veränderungen des aktionsräumlichen Verhaltens und Konsequenzen für das zentralörtliche System. In: Blotevogel, H.H. (Hrsg.): Fortentwicklung des Zentrale-Orte-Konzepts, Hannover 2002 (Forschungs- und Sitzungsberichte der Akad. F. Raumforschung und Landesplanung, Bd. 217), S. 91-103.
- Mobilität und Angst(freie) Räume in Stuttgart, (coauteur avec V. Kiedaisch, A. Väth et H. Valley), In: Fritsch-Rößler, W. (Hrsg.): Frauenblicke, Männerblicke, Frauenzimmer. Studien zu Blick, Geschlecht und Raum, St. Ingbert 2002, S. 283 – 306.
- Stadt-Land-Frau. Interdisziplinäre Genderforschung in Kulturwissenschaft und Geographie, (coauteur avec B.J. Warneken), In: Gebhardt, H./Warneken, B.J. (Hrsg.): Stadt-Land-Frau. Interdisziplinäre Genderforschung in Kulturwissenschaft und Geographie, Heidelberg 2003 (Heidelberger Geogr. Arbeiten 117), S. 1-63
- Kulturgeographie – Leitlinien und Perspektiven, (coauteur avec P. Reuber et G. Wolkersdorfer), In: Gebhardt, H./Reuber, P./Wolkersdorfer, G. (Hrsg.): Kulturgeographie. Aktuelle Ansätze und Entwicklungen, Heidelberg/Berlin 2003, S. 1-30.
- Isan – der arme Nordosten Thailands, In: Hohnholz, J./Pfeffer, K. (Hrsg.): Studium Generale – Thailand. Ressourcen-Strukturen-Entwicklungen eines tropischen Schwellenlandes, Tübingen 2003 (Tübinger Geographische Studien, Bd. 137), S. 217-262.
- „Jetzt wächst zusammen, was zusammengehört“? Diskussionsbemerkungen zu den Vorträgen auf der Münchner Tagung zur Geographie als „integrierter Umweltwissenschaft“, In: Heinritz, G. (Hrsg.): „Integrative Ansätze in der Geographie – Vorbild oder Trugbild, München 2003 (Münchner Geographische Hefte, 85)
- Weltbilder im Wandel der Zeit, (coauteur avec H. Kiesel), In: Gebhardt, H./Kiesel, H. (Hrsg.): Weltbilder, Heidelberg 2003 (Heidelberger Jahrbücher 47), S. 1-44
- Kulturelles Erbe und aktueller Stadtumbau in Städten des Vorderen Orients: das Beispiel Libanon, (coauteur avec O. Kögler), In: Meyer, G. (Hrsg.): Die Arabische Welt im Spiegel der Kulturgeographie (Veröffentlichungen des Zentrums für Forschung zur Arabischen Welt, Bd. 1), Mainz 2004, S. 102-110.
- Konzepte und Konstruktionsweisen regionaler Geographien im Wandel der Zeit, (coauteur avec P. Reuber et G. Wolkersdorfer), In: Berichte zur deutschen Landeskunde, H.3, 2004, S. 293-312.
- Geography - crossing the divide? Disziplinpolitische Überlegungen und inhaltliche Vorschläge- In: Möglichkeiten und Grenzen integrativer Forschungsansätze in Physischer Geographie und Humangeographie, 2005, Seite 25-36
- „The south strikes back“? – ein geographischer Essay über Nord-Süd-Kontraste in Deutschland.- In: Grenzen...: Berichte zur deutschen Landeskunde, Band 79, 2005, Heft Nr. 2/3, Seite 193-207
- Introduction to a Multidisciplinary Urban Research Project, (coauteur avec Zokak el-blat), - In: Gebhardt, H./Sack, D. (Eds.): History, Space and Social Conflict in Beirut. The Quarter of Zokak el-Blat, Beirut 2005 (Orient-Institut der DMG Beirut, Beiruter Texte und Studien 97), S. 1-22
- Baden-Württemberg: Raum, Grenzen, regionale Kontraste, In: Weber, R./Wehling, H.-G. (Hrsg.): Baden-Württemberg. Gesellschaft, Geschichte, Politik, Stuttgart/Berlin/ Köln/Mainz, 2006, S. 9-32
- Entwicklung und Kultur aus geographischer Sicht. Perspektiven nach dem „cultural turn“ in der Geographie, In: Boeckh, A./Sevilla R. (Hrsg.): Kultur und Entwicklung. Vier Weltregionen im Vergleich, Baden-Baden 2007, S. 15-38
- Neue Kulturgeographie? Perspektiven, Potentiale und Probleme, (coauteur avec A. Mattissek, P. Reuber et G. Wolkersdorfer), In: Geographische Rundschau, Jg. 59, 2007, H. 7/8, S. 12-21

## Sources et liens externes
- Université de Heidelberg, Institut de géographie - http://www.geog.uni-heidelberg.de/personen/anthropo_gebhardt.html (14.03.2013)